# Хоф (Вестервалд)
Хоф (њем. Hof) општина је у њемачкој савезној држави Рајна-Палатинат. Једно је од 192 општинска средишта округа Вестервалд. Према процјени из 2010. у општини је живјело 1.228 становника. Посједује регионалну шифру (AGS) 7143243.

## Географски и демографски подаци
Хоф се налази у савезној држави Рајна-Палатинат у округу Вестервалд. Општина се налази на надморској висини од 525 метара. Површина општине износи 8,1 km². У самом мјесту је, према процјени из 2010. године, живјело 1.228 становника. Просјечна густина становништва износи 152 становника/km².